# Solar dos Amorim
O Solar dos Amorim é um palacete histórico construído no século XIX localizado no bairro da Madalena na cidade do Recife, capital do estado de Pernambuco.
Abriga atualmente a Fundação de Amparo à Ciência e Tecnologia do Estado de Pernambuco (FACEPE).

## História
O palacete de número 150 da Rua Benfica, no bairro da Madalena, foi construído no século XIX por João José Amorim. Décadas depois, mais especificamente no ano de 1932, foi alugado por um grupo de artistas como Telles Júnior e Murillo La Greca, que fundaram ali a Escola de Belas Artes de Pernambuco.
No ano de 1976, a Escola de Belas Artes de Pernambuco foi extinta para, juntamente com a Faculdade de Arquitetura, o Departamento de Letras e o Curso de Biblioteconomia, formar o Centro de Artes e Comunicação da Universidade Federal de Pernambuco (UFPE), integrando assim uma das principais universidades do estado.

## Atualidade
Atualmente o solar dá espaço para a Fundação de Amparo à Ciência e Tecnologia do Estado de Pernambuco (FACEPE), órgão de fomento científico do estado do Pernambuco.